# Record dei campionati del mondo di atletica leggera

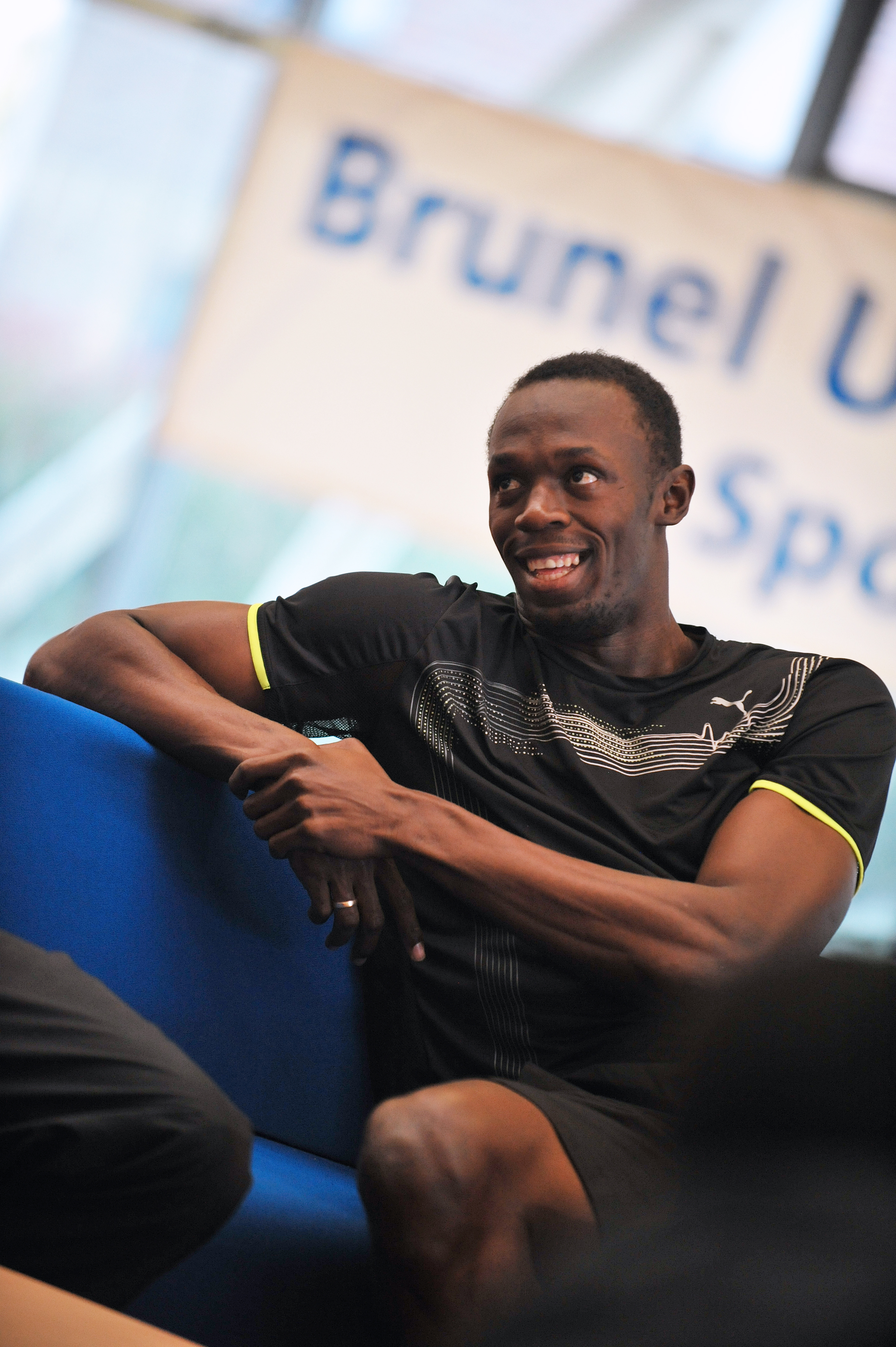
Usain Bolt è l'atleta che detiene il maggior numero di record dei campionati del mondo

I record dei campionati del mondo di atletica leggera rappresentano le migliori prestazioni di atletica leggera realizzate durante un'edizione dei campionati del mondo di atletica leggera.
I campionati del mondo di atletica leggera sono un evento a cadenza biennale che ha avuto inizio nel 1983. Sono organizzati dalla World Athletics e comprendono le discipline della corsa e i concorsi effettuati sul campo di gara; possono partecipare tutti gli atleti maschi e femmine appartenenti a una delle 214 federazioni membri della World Athletics. I partecipanti ai campionati mondiali provengono da tutto il pianeta e i record sono stati conseguiti da atleti provenienti da tutti i sei continenti. Gli Stati Uniti d'America sono la nazione che detiene il maggior numero di medaglie conquistate e di record stabiliti.
L'atleta che detiene il maggior numero di primati è il giamaicano Usain Bolt con tre record (100 m, 200 m e staffetta 4×100 m); seguono, con due record detenuti, gli statunitensi Michael Johnson (400 m e 4×400 m), Jackie Joyner-Kersee (salto in lungo ed eptathlon) e la cecoslovacca Jarmila Kratochvílová (400 m e 800 m), la quale detiene anche i due primati che resistono da più tempo, nonché gli unici risalenti alla prima edizione dei campionati.

## Maschili
Statistiche aggiornate a Budapest 2023.
| 100 m piani            | 9"58 (+0,9 m/s) | Usain Bolt                                                | Giamaica                      | 16 agosto 2009   | Berlino, Germania             |         |        |             |         |
| 200 m piani            | 19"19 (-0,3 m/s) | Usain Bolt                                                | Giamaica                      | 20 agosto 2009   | Berlino, Germania             |         |        |             |         |
| 400 m piani            | 43"18 | Michael Johnson                                           | Stati Uniti                   | 26 agosto 1999   | Siviglia, Spagna              |         |        |             |         |
| 800 m piani            | 1'42"34 | Donavan Brazier                                           | Stati Uniti                   | 1º ottobre 2019  | Doha, Qatar                   |         |        |             |         |
| 1 500 m piani          | 3'27"65 | Hicham El Guerrouj                                        | Marocco                       | 24 agosto 1999   | Siviglia, Spagna              |         |        |             |         |
| 5 000 m piani          | 12'52"79 | Eliud Kipchoge                                            | Kenya                         | 31 agosto 2003   | Saint-Denis, Francia          |         |        |             |         |
| 10 000 m piani         | 26'46"31 | Kenenisa Bekele                                           | Etiopia                       | 17 agosto 2009   | Berlino, Germania             |         |        |             |         |
| Maratona               | 2h05'36" | Tamirat Tola                                              | Etiopia                       | 17 luglio 2022   | Eugene, Stati Uniti d'America |         |        |             |         |
| 3 000 m siepi          | 8'00"43 | Ezekiel Kemboi                                            | Kenya                         | 18 agosto 2009   | Berlino, Germania             |         |        |             |         |
| 110 m ostacoli         | 12"91 (+0,5 m/s) | Colin Jackson                                             | Regno Unito                   | 20 agosto 1993   | Stoccarda, Germania           |         |        |             |         |
| 400 m ostacoli         | 46"29 | Alison dos Santos                                         | Brasile                       | 19 luglio 2022   | Eugene, Stati Uniti d'America |         |        |             |         |
| Salto in alto          | 2,41 m | Bohdan Bondarenko                                         | Ucraina                       | 15 agosto 2013   | Mosca, Russia                 |         |        |             |         |
| Salto con l'asta       | 6,21 m | Armand Duplantis                                          | Svezia                        | 24 luglio 2022   | Eugene, Stati Uniti d'America |         |        |             |         |
| Salto in lungo         | 8,95 m (+0,3 m/s) | Mike Powell                                               | Stati Uniti                   | 30 agosto 1991   | Tokyo, Giappone               |         |        |             |         |
| Salto triplo           | 18,29 m (+1,3 m/s) | Jonathan Edwards                                          | Regno Unito                   | 7 agosto 1995    | Göteborg, Svezia              |         |        |             |         |
| Getto del peso         | 23,51 m | Ryan Crouser                                              | Stati Uniti                   | 19 luglio 2023   | Budapest, Ungheria            |         |        |             |         |
| Lancio del disco       | 71,46 m | Daniel Ståhl                                              | Svezia                        | 21 luglio 2023   | Budapest, Ungheria            |         |        |             |         |
| Lancio del martello    | 83,63 m | Ivan Cichan                                               | Bielorussia                   | 27 agosto 2007   | Osaka, Giappone               |         |        |             |         |
| Lancio del giavellotto | 92,80 m | Jan Železný                                               | Rep. Ceca                     | 12 agosto 2001   | Edmonton, Canada              |         |        |             |         |
| Decathlon              | 9 045 punti | Ashton Eaton                                              | Stati Uniti                   | 29 agosto 2015   | Pechino, Cina                 |         |        |             |         |
| Decathlon              | \| 100 m (v.) \| Lungo (v.) \| Peso \| Alto \| 400 m \| 110 m hs (v.) \| Disco \| Asta \| Giavellotto \| 1500 m \| \| ---------------- \| ---------------- \| ------- \| ------ \| ----- \| ---------------- \| ------- \| ------ \| ----------- \| ------- \| \| 10"23 (-0,4 m/s) \| 7,88 m (0,0 m/s) \| 14,52 m \| 2,01 m \| 45"00 \| 13"69 (-0,2 m/s) \| 43,34 m \| 5,20 m \| 63,63 m \| 4'17"52 \| |                                                           |                               |                  |                               |         |        |             |         |
| Marcia 20 km           | 1h17'21" | Jefferson Pérez                                           | Ecuador                       | 23 agosto 2003   | Saint-Denis, Francia          |         |        |             |         |
| Marcia 35 km           | 2h23'14" | Massimo Stano                                             | Italia                        | 24 luglio 2022   | Eugene, Stati Uniti d'America |         |        |             |         |
| Marcia 50 km           | 3h33'12" | Yohann Diniz                                              | Francia                       | 13 agosto 2017   | Londra, Regno Unito           |         |        |             |         |
| Staffetta 4×100 m      | 37"04 | Nesta Carter Michael Frater Yohan Blake Usain Bolt        | Giamaica Squadra nazionale    | 4 settembre 2011 | Taegu, Corea del Sud          |         |        |             |         |
| Staffetta 4×400 m      | 2'54"29 | Andrew Valmon Quincy Watts Butch Reynolds Michael Johnson | Stati Uniti Squadra nazionale | 22 agosto 1993   | Stoccarda, Germania           |         |        |             |         |
| 100 m (v.)             | Lungo (v.) | Peso                                                      | Alto                          | 400 m            | 110 m hs (v.)                 | Disco   | Asta   | Giavellotto | 1500 m  |
| 10"23 (-0,4 m/s)       | 7,88 m (0,0 m/s) | 14,52 m                                                   | 2,01 m                        | 45"00            | 13"69 (-0,2 m/s)              | 43,34 m | 5,20 m | 63,63 m     | 4'17"52 |

## Femminili
Statistiche aggiornate a Budapest 2023.
| Specialità             | Prestazione | Atleta                                                                                 | Nazione                       | Data              | Luogo                         |         |
| ---------------------- | --- | -------------------------------------------------------------------------------------- | ----------------------------- | ----------------- | ----------------------------- | ------- |
| 100 m piani            | 10"65 (-0,2 m/s) | Sha'Carri Richardson                                                                   | Stati Uniti                   | 21 luglio 2023    | Budapest, Ungheria            |         |
| 200 m piani            | 21"45 (+0,6 m/s) | Shericka Jackson                                                                       | Giamaica                      | 21 luglio 2022    | Eugene, Stati Uniti d'America |         |
| 400 m piani            | 47"99 | Jarmila Kratochvílová                                                                  | Cecoslovacchia                | 10 agosto 1983    | Helsinki, Finlandia           |         |
| 800 m piani            | 1'54"68 | Jarmila Kratochvílová                                                                  | Cecoslovacchia                | 9 agosto 1983     | Helsinki, Finlandia           |         |
| 1 500 m piani          | 3'51"95 | Sifan Hassan                                                                           | Paesi Bassi                   | 5 ottobre 2019    | Doha, Qatar                   |         |
| 3 000 m piani          | 8'28"71 | Qu Yunxia                                                                              | Cina                          | 16 agosto 1993    | Stoccarda, Germania           |         |
| 5 000 m piani          | 14'26"72 | Hellen Obiri                                                                           | Kenya                         | 5 ottobre 2019    | Doha, Qatar                   |         |
| 10 000 m piani         | 30'04"18 | Berhane Adere                                                                          | Etiopia                       | 23 agosto 2003    | Saint-Denis, Francia          |         |
| Maratona               | 2h18'11" | Gotytom Gebreslase                                                                     | Etiopia                       | 18 luglio 2022    | Eugene, Stati Uniti d'America |         |
| 3 000 m siepi          | 8'53"02 | Norah Jeruto                                                                           | Kazakistan                    | 20 luglio 2022    | Eugene, Stati Uniti d'America |         |
| 100 m ostacoli         | 12"12 (+0,9 m/s) | Tobi Amusan                                                                            | Nigeria                       | 24 luglio 2022    | Eugene, Stati Uniti d'America |         |
| 400 m ostacoli         | 50"68 | Sydney McLaughlin                                                                      | Stati Uniti                   | 22 luglio 2022    | Eugene, Stati Uniti d'America |         |
| Salto in alto          | 2,09 m | Stefka Kostadinova                                                                     | Bulgaria                      | 30 agosto 1987    | Roma, Italia                  |         |
| Salto con l'asta       | 5,01 m | Elena Isinbaeva                                                                        | Russia                        | 12 agosto 2005    | Helsinki, Finlandia           |         |
| Salto in lungo         | 7,36 m (+0,4 m/s) | Jackie Joyner-Kersee                                                                   | Stati Uniti                   | 4 settembre 1987  | Roma, Italia                  |         |
| Salto triplo           | 15,50 m (+0,9 m/s) | Inesa Kravec'                                                                          | Ucraina                       | 10 agosto 1995    | Göteborg, Svezia              |         |
| Getto del peso         | 21,24 m | Natal'ja Lisovskaja                                                                    | Unione Sovietica              | 5 settembre 1987  | Roma, Italia                  |         |
| Getto del peso         | 21,24 m | Valerie Adams                                                                          | Nuova Zelanda                 | 29 agosto 2011    | Taegu, Corea del Sud          |         |
| Lancio del disco       | 71,62 m | Martina Hellmann                                                                       | Germania Est                  | 31 agosto 1987    | Roma, Italia                  |         |
| Lancio del martello    | 80,85 m | Anita Włodarczyk                                                                       | Polonia                       | 27 agosto 2015    | Pechino, Cina                 |         |
| Lancio del giavellotto | 71,70 m | Osleidys Menéndez                                                                      | Cuba                          | 14 agosto 2005    | Helsinki, Finlandia           |         |
| Eptathlon              | 7 128 punti | Jackie Joyner-Kersee                                                                   | Stati Uniti                   | 1º settembre 1987 | Roma, Italia                  |         |
| Eptathlon              | \| 100 m hs (v.) \| Alto \| Peso \| 200 m (v.) \| Lungo (v.) \| Giavellotto \| 800 m \| \| ---------------- \| ------ \| ------- \| ---------------- \| ----------------- \| ----------- \| ------- \| \| 12"91 (+0,2 m/s) \| 1,90 m \| 16,00 m \| 22"95 (+1,2 m/s) \| 7,14 m (+0,9 m/s) \| 45,68 m \| 2'16"29 \| |                                                                                        |                               |                   |                               |         |
| Marcia 10 000 m        | 42'55"49 | Annarita Sidoti                                                                        | Italia                        | 7 agosto 1997     | Atene, Grecia                 |         |
| Marcia 10 km           | 42'13" | Irina Stankina                                                                         | Russia                        | 7 agosto 1995     | Göteborg, Svezia              |         |
| Marcia 20 km           | 1h25'41" | Olimpiada Ivanova                                                                      | Russia                        | 7 agosto 2005     | Helsinki, Finlandia           |         |
| Marcia 35 km           | 2h39'16" | Kimberly García                                                                        | Perù                          | 22 luglio 2022    | Eugene, Stati Uniti d'America |         |
| Marcia 50 km           | 4h05'56" | Inês Henriques                                                                         | Portogallo                    | 13 agosto 2017    | Londra, Regno Unito           |         |
| Staffetta 4×100 m      | 41"07 | Veronica Campbell-Brown Natasha Morrison Elaine Thompson-Herah Shelly-Ann Fraser-Pryce | Giamaica Squadra nazionale    | 29 agosto 2015    | Pechino, Cina                 |         |
| Staffetta 4×400 m      | 3'16"71 | Gwen Torrence Maicel Malone-Wallace Natasha Kaiser-Brown Jearl Miles-Clark             | Stati Uniti Squadra nazionale | 22 agosto 1993    | Stoccarda, Germania           |         |
| 100 m hs (v.)          | Alto | Peso                                                                                   | 200 m (v.)                    | Lungo (v.)        | Giavellotto                   | 800 m   |
| 12"91 (+0,2 m/s)       | 1,90 m | 16,00 m                                                                                | 22"95 (+1,2 m/s)              | 7,14 m (+0,9 m/s) | 45,68 m                       | 2'16"29 |

## Misti
Statistiche aggiornate a Oregon 2022.
| Specialità              | Prestazione | Atleta                                                     | Nazione                       | Data              | Luogo       |
| ----------------------- | ----------- | ---------------------------------------------------------- | ----------------------------- | ----------------- | ----------- |
| Staffetta 4×400 m mista | 3'09"34     | Wilbert London Allyson Felix Courtney Okolo Michael Cherry | Stati Uniti Squadra nazionale | 29 settembre 2019 | Doha, Qatar |

## Galleria d'immagini

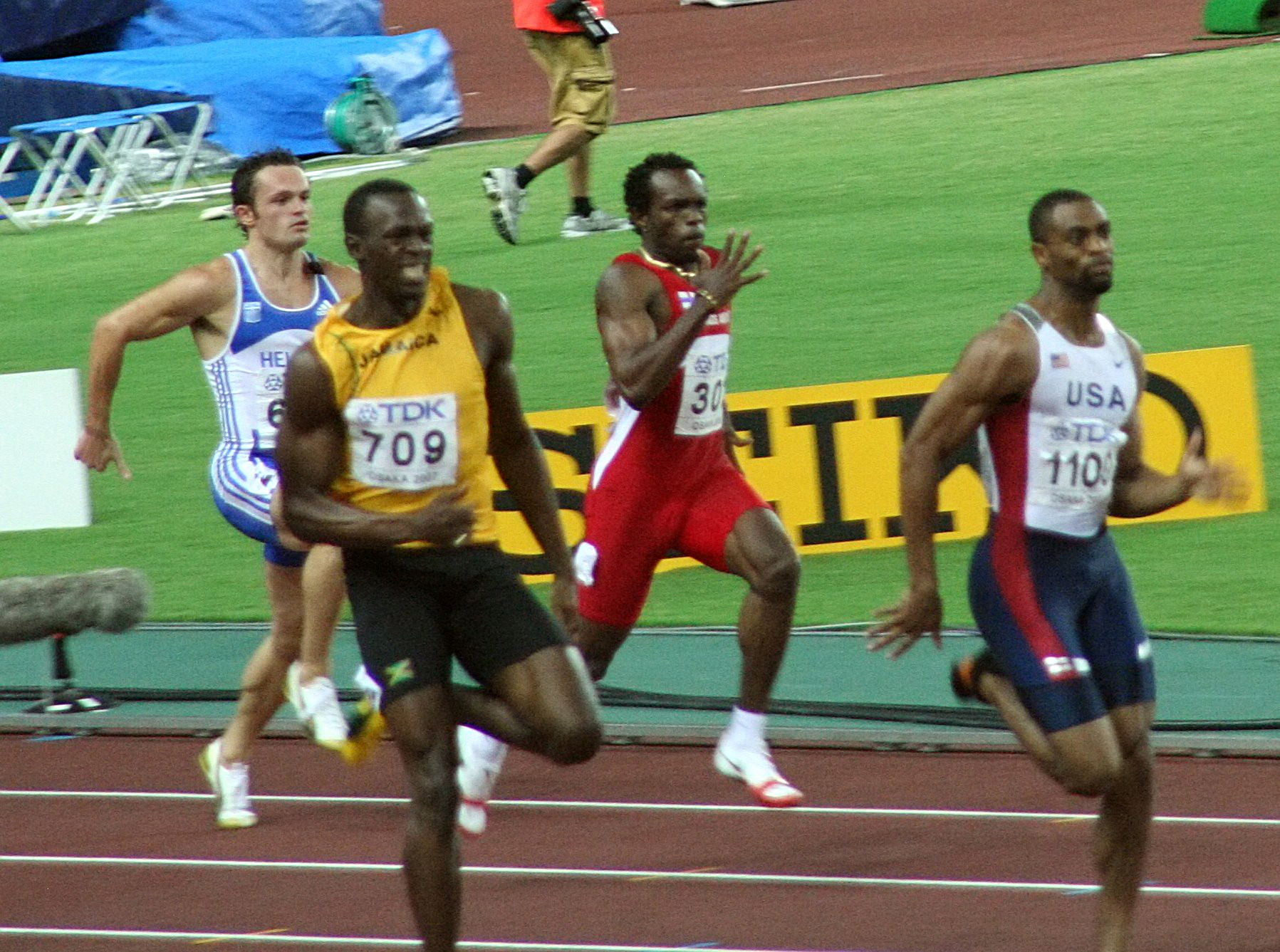
Tyson Gay mentre stabilisce il record dei campionati sui 100 m ad Osaka 2007
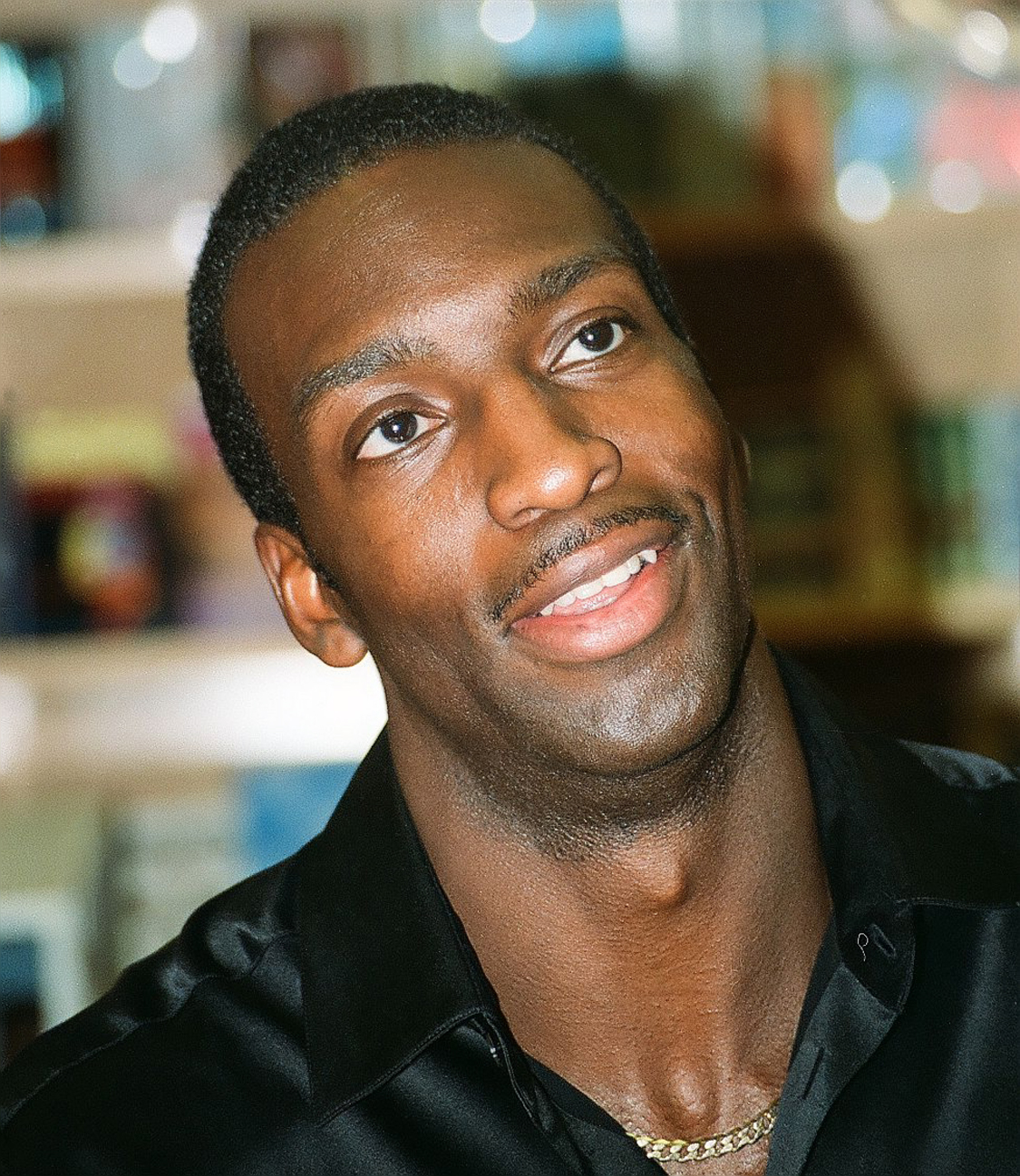
L'ex due volte primatista mondiale Michael Johnson detiene i primati dei campionati dei 400 m e della 4×400 m
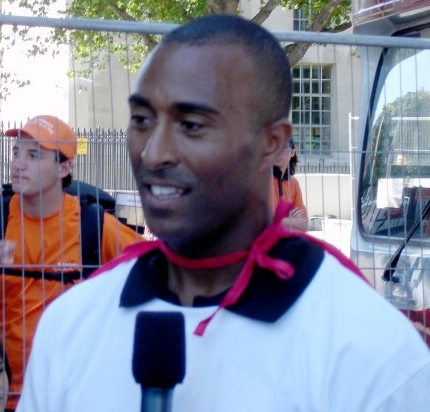
Colin Jackson ha battuto il record sui 110 hs nel 1993
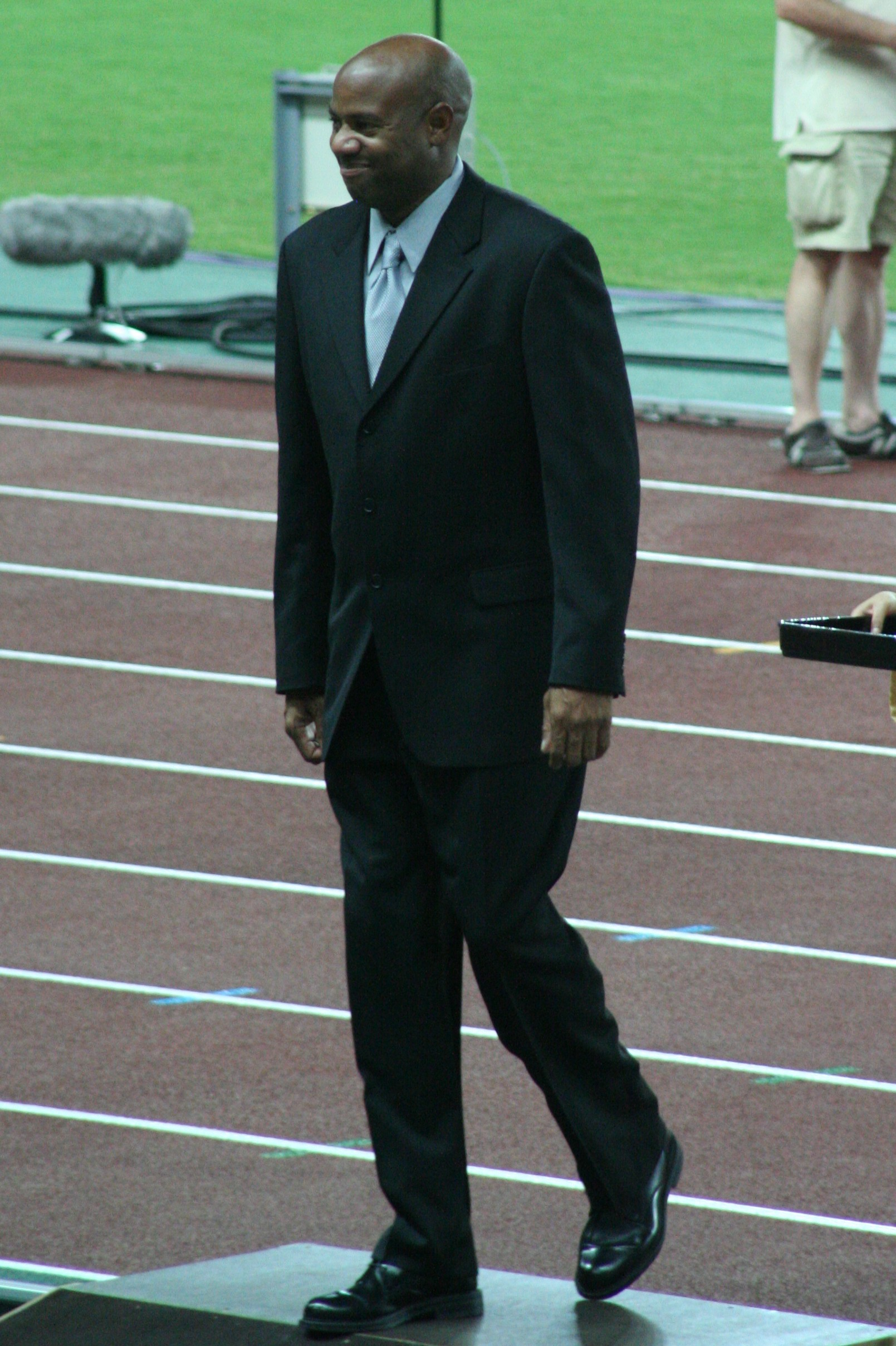
Il record di Mike Powell nel salto in lungo resiste dall'edizione di Tokyo 1991
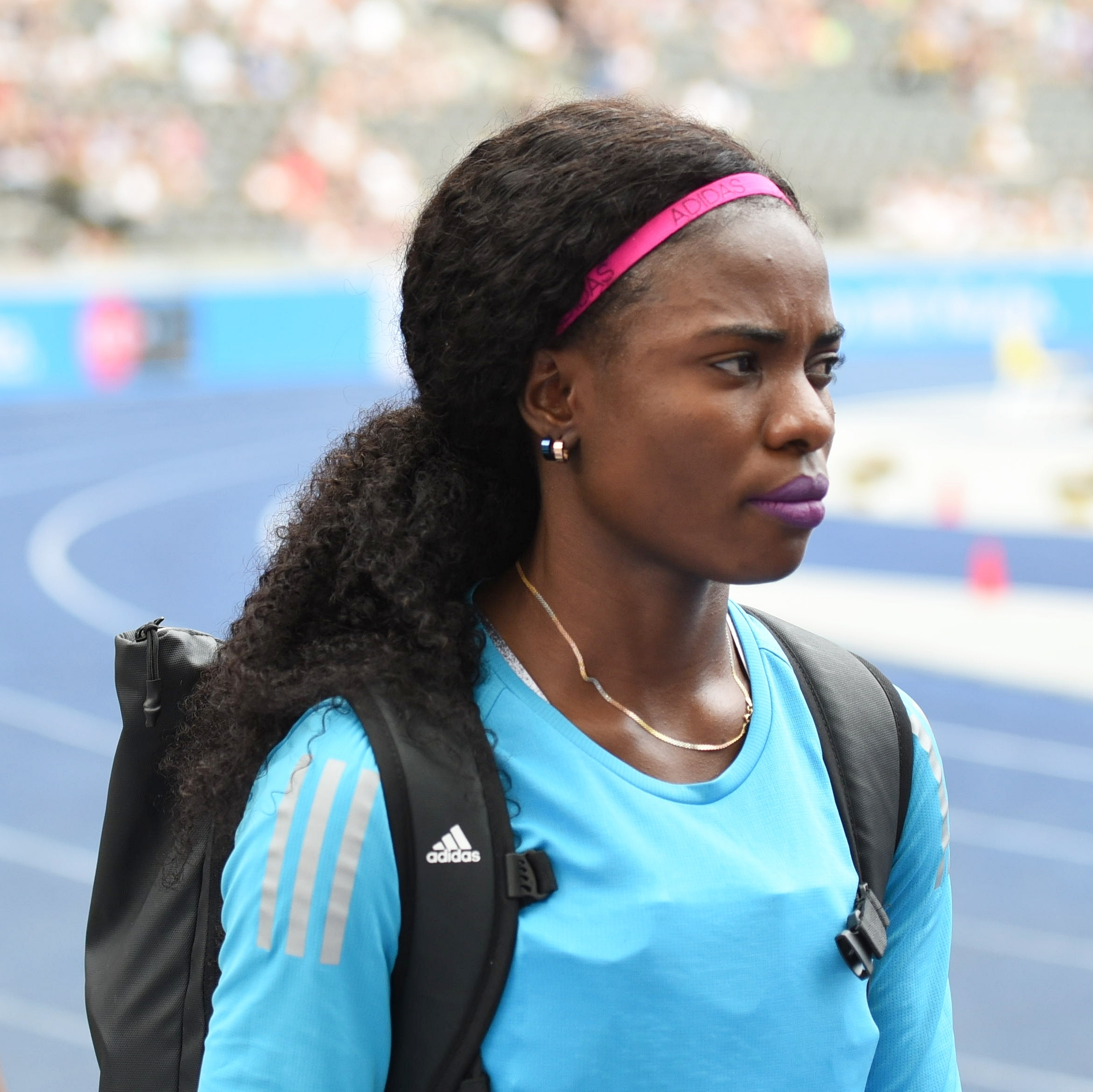
Tobi Amusan, primatista dei 100 m ostacoli dal 2022
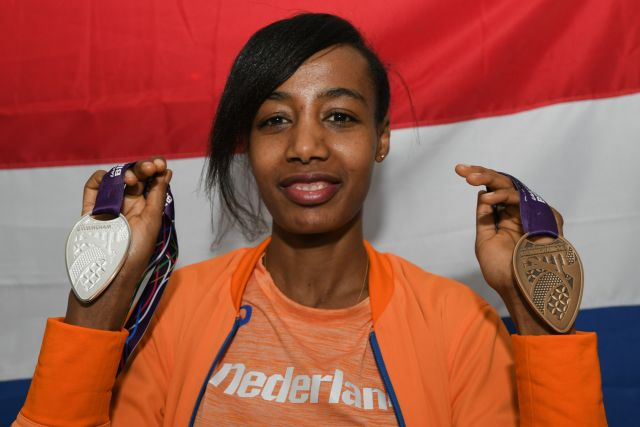
Sifan Hassan detiene il record dei 1500 m dall'edizione del 2019 a Doha
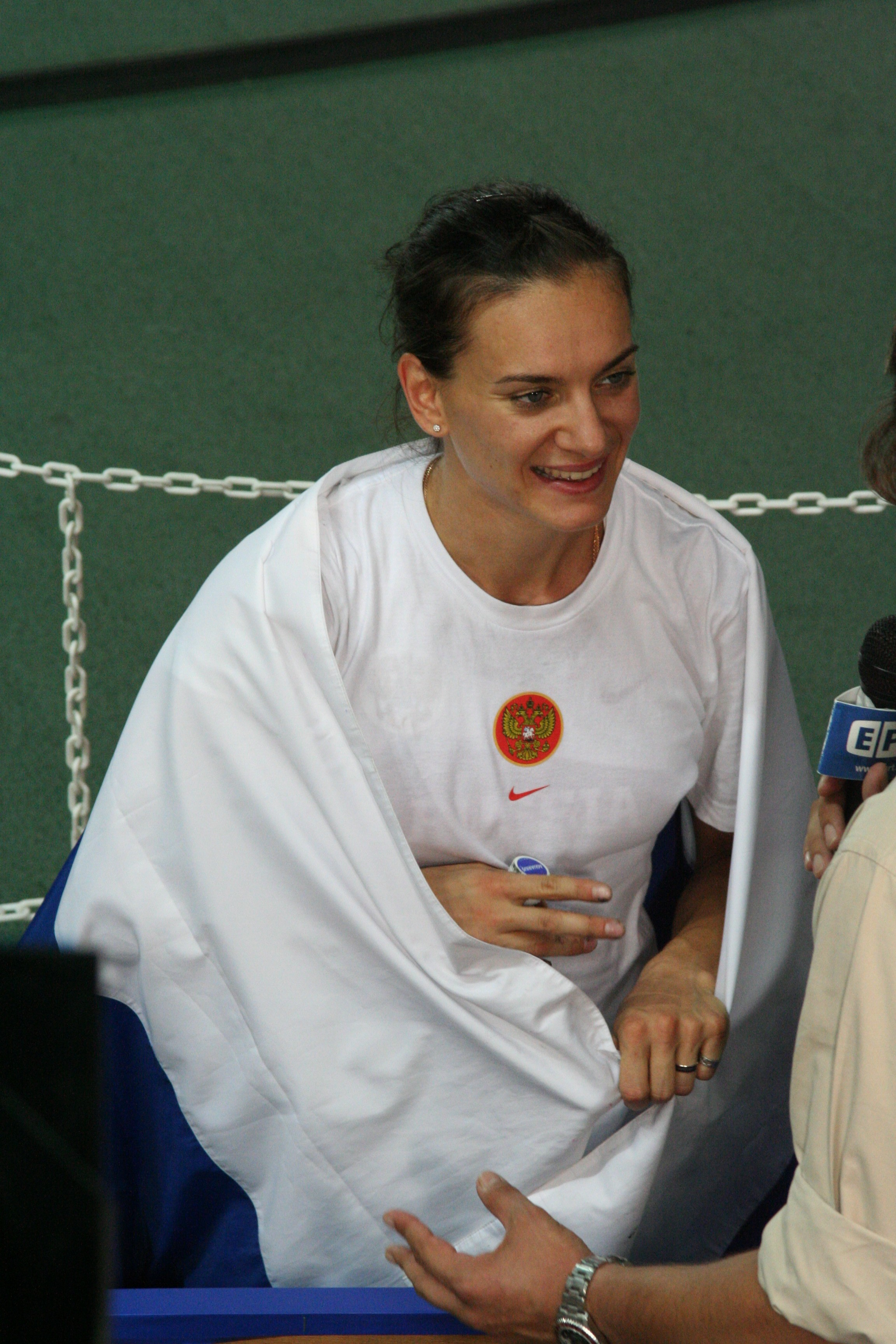
Elena Isinbaeva ha battuto il record mondiale del salto con l'asta per la tredicesima volta ai mondiali del 2005